# Saint-Jouan-des-Guérets
Saint-Jouan-des-Guérets is een gemeente in het Franse departement Ille-et-Vilaine (regio Bretagne). De plaats maakt deel uit van het arrondissement Saint-Malo. Saint-Jouan-des-Guérets telde op 1 januari 2022 2.816 inwoners.

## Geografie
De oppervlakte van Saint-Jouan-des-Guérets bedroeg op 1 januari 2022 9,24 vierkante kilometer; de bevolkingsdichtheid was toen 304,8 inwoners per km².

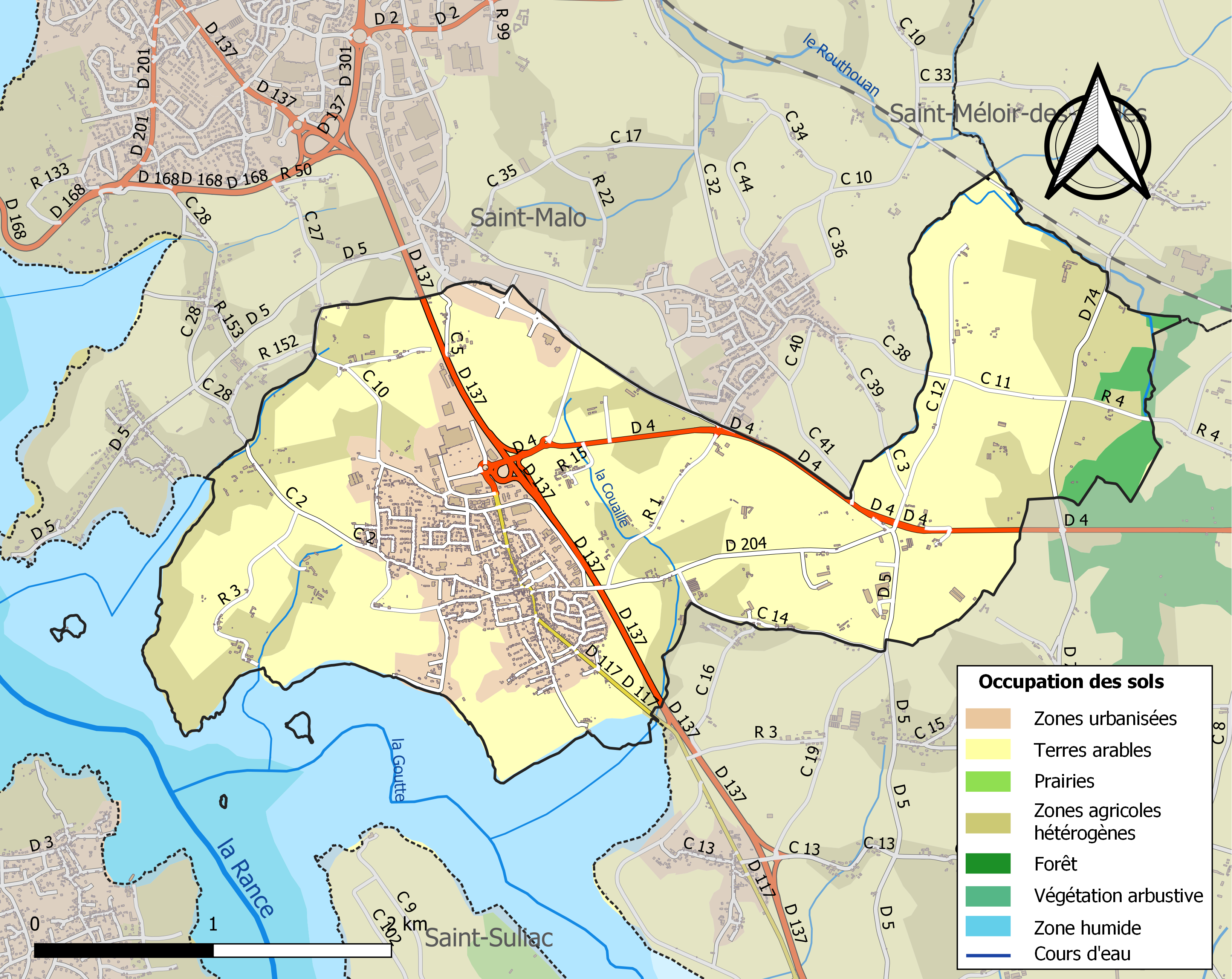
Kaart van de gemeente met belangrijkste infrastructuur, bodemgebruik en omliggende gemeenten

## Demografie
Onderstaande figuur toont het verloop van het inwonertal, bron: INSEE-tellingen. 